# نادي الفتاة
نادي الفتاة الرياضي (Al‑Fatat SC) في الكويت، هو نادي كرة قدم نسائي، يشارك رسميًا في دوري كرة القدم النسائية بالكويت منذ عام 2017.

## التاريخ
بدأ النادي بنشاطاته المختلفة للبنات منذ تأسيسه في 1975، وربما مارس عدة رياضات قبل انضمامه الرسمي إلى دوري كرة القدم النسائية في 2017. يُعرف بشكل خاص بفريق كرة السلة النسائية المحترف، الذي يمثل الكويت في بطولات الأندية العربية، ويضم عدّة نجمات بارزات مثل ليلى حيدر، بورش بول، صالوة عبد الله، فاتمة حسن وغيرهن. الفريق كذلك يستخدم مدربًا مثل خالد صالح. يحتوي كذلك على فرق كرة الطائرة النسائية (وفق قواعد Volleybox) وكرة قدم صالات (فوتسال)، حيث سجل مشاركاته في دوري الفوتسال النسائي بالكويت.

## الإنجازات البارزة
فاز نادي الفتاة بلقب بطولة دوري كرة السلة النسائية في الكويت لموسم 2023‑2024، وهو الأمر الذي يشير إلى أنه الأكثر تتويجًا في تاريخه حتى الآن.

## المنشآت والموقع
يُوجد للنادي صالة رياضية متعددة الأغراض مخصّصة للفتيات في منطقة الخالدية بالكويت، مساحتها تقريبًا 2,920 م²، وتتسع لحوالي 800 متفرجة، وتشمل مرافق تدريب وإدارية وفندق صغير، وقد أنجزت خلال الفترة من 2004 إلى 2010.